# Tore Reginiussen
Tore Reginiussen (født 10. april 1986 i Alta) er en norsk forsvarsspiller, der spiller for Rosenborg BK i Tippeligaen.

## Karriere

### Alta IF
Reginiussen startede sin karriere hos det lokale hold Alta IF.

### Tromsø IL
I 2005, efter at have overvejet tilbud fra Brann og Bodø/Glimt, skrev Reginiussen under med Tromsø og blev en del af truppen i januar 2006. Den 28. februar 2006 fik han sin debut på det norske U/21-fodboldlandshold. I Tromsø var han en stor succes, og blev allerede i hans første sæson kåret til årets spiller af supporterklubben Isberget. Den 14. november 2008 var Tore på prøvetræning hos Blackburn Rovers.
21. december 2009 bekræftede Tore, at han ville forlade Tromsø og skrev en 3½ årig kontrakt med Bundesligaholdet Schalke 04, efter at have været i kontakt med Blackburn Rovers og Fulham..

### FC Schalke 04
Under hans første sæson med Schalke 04 blev Reginiussens bestræbelser på at sikre en plads på holdet alvorligt hæmmet på grund af skader. Han fik sin Bundesliga-debut mod Hoffenheim den 30. januar 2010. Den efterfølgende dag blev han skadet under en øvelse, hvilket resulterede i rygsmerter, der satte ham ud af spillet i flere uger. Da han endelig blev klar efter skaden tilbragte han resten af sæsonen på reserveholdet. I slutningen af juli 2010 blev Reginiussen udlejet på en etårig lejeaftale med den nyligt oprykkede Serie A-klub Lecce. Han vendte tilbage til Schalke den 19. januar 2011 efter et mislykket ophold hos Lecce, og blev derfor endnu engang udlejet, denne gang til sin tidligere klub Tromsø.

### Odense Boldklub
13. juni 2011 skrev Reginiussen en tre-årig kontrakt med Odense Boldklub, startende den 30. juni. Han havde spillertrøje nummer 8 i klubben, som han spillede i frem til sommeren 2012. I den sidste tid i klubben mistede Reginiussen sin plads i OB's startopstilling til den unge forsvarsspiller Daniel Høegh, hvilket var med til at klubben accepterede et købstilbud fra norske Rosenborg BK.

### Rosenborg BK
5. august 2012 skrev Reginiussen under på en 3½-årig kontrakt med Rosenborg BK.